# Эдинбургское математическое общество
Эдинбургское математическое общество — математическое общество ученых в Шотландии.

## История
В 1833 году группа школьных учителей и ученых Эдинбурга основали данное общество по инициативе Александра Фрейзера и Эндрю Джеффри Ганниона Баклая, учителей математики в колледже Джорджа Уотсона и Каргилла Гилстона, профессора физики в Эдинбургском институте. Дж. С.Маккей, главный магистр математики в Эдинбургской академии, был первым президентом, избранным 2 февраля 1883 года.
Общество было основано тогда, когда по всему миру создавались математические общества и было необычно, что его основали не преподаватели университетов, а школьные учителя. Это было связано с тем, что из-за очень небольшого количества академических должностей по математике, высококвалифицированные выпускники математики предпочли вместо этого стать школьными учителями. В число пятидесяти пяти членов-основателей входили преподаватели, студенты и священники, а также ряд ученых из Кембриджского университета. По сравнению с другими математическими обществами доля преподавателей оставалась высокой, и к 1926 году члены университета составляли лишь треть об общего числа членов. Однако к 1930-м годам преобладание учителей в численности общества сократилось, и в период с 1930 по 1935 год в Трудах учителей не было представлено ни одной работы. Это произошло из-за увеличения числа доступных академических должностей и новым требованием к учителям пройти дополнительный год профессиональной подготовки.
В настоящее время Эдинбургское математическое общество предназначено для ученых.

## Мероприятия
По всей Шотландии общество финансирует и организует встречи, исследовательские мероприятия. Обычно в год проводится восемь встреч, на которых с докладами выступают математики.
Каждые четыре года он присуждает Мемориальную премию сэра Эдмунда Уиттакера, выдающемуся математику с шотландскими корнями. Общество является корпоративным членом Европейского математического общества, а в 2008 году оно стало членом Совета по математическим наукам.

## Журналы
Публикуется академический журнал «Труды Эдинбургского математического общества», издаваемый издательством Cambridge University Press (ISSN 0013-0915.). Сборник трудов был впервые опубликован в 1884 году и выходит три раза в год. Он охватывает широкий спектр чистой и прикладной математики.
В период с 1909 по 1961 год общество также опубликовало «Эдинбургские математические заметки» по предложению Джорджа Александра Гибсона, профессора Университета Глазго, который хотел удалить из сборника более элементарные или педагогические статьи.